# Commonwealth Games 2022/Bowls – Triple (Frauen)
Das Triple der Frauen im Bowls bei den Commonwealth Games 2022 wurde vom 2. bis 5. August 2022 ausgetragen. Im Finale konnte sich England mit 17:9 gegen Malaysia durchsetzen.

## Format
Die 17 Mannschaften wurden in vier Gruppen aufgeteilt, drei mit jeweils vier Teams, eine mit fünf Teams. In diesen spielt jedes Team einmal gegen jedes andere und die jeweils beiden Gruppenbesten qualifizieren sich für das Viertelfinale. Von dort an wird im K.-o.-System die Commonwealth-Sieger ermittelt.

## Teilnehmer
| Nation         | Teilnehmer                                                               |
| -------------- | ------------------------------------------------------------------------ |
| Australien     | Lynsey Clarke Natasha van Eldik Rebecca van Asch                         |
| Botswana       | Laphai Marea Modutlwa Lesego Mottladiile Jecelyn Tshenolo Moshokgo       |
| Kanada         | Leanne Chinery Jennifer Macdonald Kelly McKerihen                        |
| Cookinseln     | Emily Jim Teokotai Jim Tiare Jim                                         |
| England        | Natalie Chestney Sian Honnor Jamie Lea Winch                             |
| Falklandinseln | Daphne Arthur-Almond Trudi Clarke Andrea Stanworth                       |
| Fidschi        | Sheral Mar Loreta Kotoisuva Radhika Prasad                               |
| Indien         | Tania Choudhury Rupa Rani Tirkey Pinki Singh                             |
| Malaysia       | Azlina Ashad Syafiqa Haidar Afif Abdul Rahman Nur Ain Nabilah Tarmizi    |
| Niue           | Liline Tagaloa Hewett Tagaloa Tukuitoga Selasiosiana Sionetamasi Simpson |
| Neuseeland     | Val Smith Tayla Bruce Nicole Toomey                                      |
| Norfolkinsel   | Petal Jones Essie Sanchez Ellie Dixon                                    |
| Nordirland     | Ashleigh Rainy Chloe Wilson Courtney Meneely                             |
| Schottland     | Lauren Baillie-Whyte Caroline Brown Dee Hoggan                           |
| Südafrika      | Esme Kruger Thabelo Muvhango Johanna Snyman                              |
| Singapur       | Amira Goh Margaret Lim Shermeen Lim                                      |
| Wales          | Anwen Butten Laura Daniels Ysie White                                    |

## Gruppenphase

### Gruppe A
| Nation         | Spiele | gew. | unent. | verl. | Pkt. gew. | Pkt verl. | Pkt diff. | Punkte |
| -------------- | ------ | ---- | ------ | ----- | --------- | --------- | --------- | ------ |
| Australien     | 4      | 3    | 0      | 1     | 82        | 45        | +37       | 9      |
| Nordirland     | 4      | 3    | 0      | 1     | 69        | 56        | +13       | 9      |
| Südafrika      | 4      | 2    | 0      | 3     | 69        | 60        | +9        | 6      |
| Singapur       | 4      | 2    | 0      | 3     | 66        | 73        | −7        | 6      |
| Falklandinseln | 4      | 0    | 0      | 4     | 42        | 94        | −52       | 0      |

| Nation 1                  | Ergebnis                 | Nation 2                 |
| 2. August 2022, 8:30 Uhr  | 2. August 2022, 8:30 Uhr | 2. August 2022, 8:30 Uhr |
| ------------------------- | ------------------------ | ------------------------ |
| Australien                | 22:11                    | Singapur                 |
| Nordirland                | 22:10                    | Falklandinseln           |
| 2. August 2022, 16:15 Uhr |                          |                          |
| Nordirland                | 15:14                    | Südafrika                |
| Falklandinseln            | 10:23                    | Singapur                 |
| 3. August 2022, 15:00 Uhr |                          |                          |
| Australien                | 29:8                     | Falklandinseln           |
| Südafrika                 | 18:19                    | Singapur                 |
| 3. August 2022, 18:00 Uhr |                          |                          |
| Australien                | 12:17                    | Südafrika                |
| Nordirland                | 23:13                    | Singapur                 |
| 4. August 2022, 15:00 Uhr |                          |                          |
| Australien                | 19:90                    | Nordirland               |
| Südafrika                 | 20:14                    | Falklandinseln           |

### Gruppe B
| Nation     | Spiele | gew. | unent. | verl. | Pkt. gew. | Pkt verl. | Pkt diff. | Punkte |
| ---------- | ------ | ---- | ------ | ----- | --------- | --------- | --------- | ------ |
| Cookinseln | 3      | 3    | 0      | 0     | 53        | 37        | +16       | 9      |
| Wales      | 3      | 1    | 0      | 0     | 43        | 44        | −1        | 4      |
| Schottland | 3      | 1    | 0      | 0     | 52        | 45        | +7        | 3      |
| Botswana   | 3      | 0    | 0      | 0     | 34        | 56        | −22       | 1      |

| Nation 1                  | Ergebnis                 | Nation 2                 |
| 2. August 2022, 8:30 Uhr  | 2. August 2022, 8:30 Uhr | 2. August 2022, 8:30 Uhr |
| ------------------------- | ------------------------ | ------------------------ |
| Schottland                | 25:50                    | Botswana                 |
| Wales                     | 11:14                    | Cookinseln               |
| 2. August 2022, 16:15 Uhr |                          |                          |
| Schottland                | 13:24                    | Cookinseln               |
| Wales                     | 16:16                    | Botswana                 |
| 3. August 2022, 15:00 Uhr |                          |                          |
| Schottland                | 14:16                    | Wales                    |
| Cookinseln                | 15:13                    | Botswana                 |

### Gruppe C
| Nation     | Spiele | gew. | unent. | verl. | Pkt. gew. | Pkt verl. | Pkt diff. | Punkte |
| ---------- | ------ | ---- | ------ | ----- | --------- | --------- | --------- | ------ |
| England    | 3      | 2    | 0      | 1     | 64        | 41        | +23       | 6      |
| Neuseeland | 3      | 2    | 0      | 1     | 60        | 39        | +21       | 6      |
| Indien     | 3      | 2    | 0      | 1     | 54        | 42        | +12       | 6      |
| Niue       | 3      | 0    | 0      | 3     | 29        | 85        | −56       | 0      |

| Nation 1                  | Ergebnis                 | Nation 2                 |
| 2. August 2022, 8:30 Uhr  | 2. August 2022, 8:30 Uhr | 2. August 2022, 8:30 Uhr |
| ------------------------- | ------------------------ | ------------------------ |
| England                   | 26:12                    | Niue                     |
| Neuseeland                | 11:15                    | Indien                   |
| 2. August 2022, 16:15 Uhr |                          |                          |
| England                   | 24:11                    | Indien                   |
| Neuseeland                | 31:10                    | Niue                     |
| 3. August 2022, 15:00 Uhr |                          |                          |
| England                   | 14:18                    | Neuseeland               |
| Indien                    | 28:70                    | Niue                     |

### Gruppe D
| Nation       | Spiele | gew. | unent. | verl. | Pkt. gew. | Pkt verl. | Pkt diff. | Punkte |
| ------------ | ------ | ---- | ------ | ----- | --------- | --------- | --------- | ------ |
| Malaysia     | 3      | 2    | 0      | 1     | 56        | 42        | +14       | 6      |
| Fidschi      | 3      | 2    | 0      | 1     | 49        | 40        | +9        | 6      |
| Kanada       | 3      | 1    | 0      | 2     | 49        | 47        | +2        | 3      |
| Norfolkinsel | 3      | 1    | 0      | 2     | 34        | 59        | −25       | 3      |

| Nation 1                  | Ergebnis                 | Nation 2                 |
| 2. August 2022, 8:30 Uhr  | 2. August 2022, 8:30 Uhr | 2. August 2022, 8:30 Uhr |
| ------------------------- | ------------------------ | ------------------------ |
| Kanada                    | 22:10                    | Norfolkinsel             |
| Malaysia                  | 14:17                    | Fidschi                  |
| 2. August 2022, 16:15 Uhr |                          |                          |
| Kanada                    | 10:19                    | Fidschi                  |
| Malaysia                  | 24:80                    | Norfolkinsel             |
| 3. August 2022, 15:00 Uhr |                          |                          |
| Kanada                    | 17:18                    | Malaysia                 |
| Fidschi                   | 13:16                    | Norfolkinsel             |

## Endrunde

### Viertelfinale
| Nation 1                  | Ergebnis                  | Nation 2                  |
| 4. August 2022, 18:00 Uhr | 4. August 2022, 18:00 Uhr | 4. August 2022, 18:00 Uhr |
| ------------------------- | ------------------------- | ------------------------- |
| Australien                | 10:14                     | Neuseeland                |
| Cookinseln                | 23:12                     | Fidschi                   |
| England                   | 25:11                     | Nordirland                |
| Malaysia                  | 25:22                     | Wales                     |

### Halbfinale
| Nation 1                 | Ergebnis                 | Nation 2                 |
| 5. August 2022, 8:30 Uhr | 5. August 2022, 8:30 Uhr | 5. August 2022, 8:30 Uhr |
| ------------------------ | ------------------------ | ------------------------ |
| Neuseeland               | 9:16                     | Malaysia                 |
| Cookinseln               | 11:23                    | England                  |

### Spiel um Bronze
| Nation 1                  | Ergebnis                  | Nation 2                  |
| 5. August 2022, 16:30 Uhr | 5. August 2022, 16:30 Uhr | 5. August 2022, 16:30 Uhr |
| ------------------------- | ------------------------- | ------------------------- |
| Neuseeland                | 26:70                     | Cookinseln                |

### Finale
| Nation 1                  | Ergebnis                  | Nation 2                  |
| 5. August 2022, 16:30 Uhr | 5. August 2022, 16:30 Uhr | 5. August 2022, 16:30 Uhr |
| ------------------------- | ------------------------- | ------------------------- |
| Malaysia                  | 09:17                     | England                   |